# 장태

장태(醬太)는 1894년 동학농민군이 쓰던 무기 중 하나이며, 원래는 닭장의 용도로 쓰였다.

## 설명
장흥 접주(長興 接主) 이방언(李邦彦)이 고안 제작한 것으로, 문단 1번을 거대하게 만든 다음 안에다가 솜, 짚단 등을 채워넣고 낫과 도검을 꽂아 겉으로 날붙이가 튀어나와 부딪힌 적이 상처를 입게 만든 것이다.

## 쓰임
이렇게 만든 장태는 굴리면서 적을 향해서 전진한다. 정확한 실험 결과가 나오지 않아 확신할 수는 없지만, 당시 사용하던 탄환을 막아내는 데는 충분한 효과를 가지고 있었을 것으로 추측된다. 중세 시대의 이동식 대나무 방패와 비슷하다.
동학 농민군이 사용했던 화승총의 사거리가 관군의 스나이퍼 소총같은 신식총보다 짧았기 때문에 장태로 탄환을 방어하며 전진했다. 황토현 전투에서 처음 등장해 회선포로 무장한 관군에게 충격과 공포를 선사했고, 이후에도 황룡촌 전투에서도 쓰이는 등, 동학군이 전주를 함락할 때까지 계속 이용되었다.  2차 봉기 때에도 우금치 전투에서 사용되었다. 하지만, 동학군이 장태를 굴리면서 우금치 언덕을 오르기를 시도했으나 관군이 능선에서 신식 소총과 회선포를 쏴대자 큰 효과가 없었다고 한다.

## 한계점

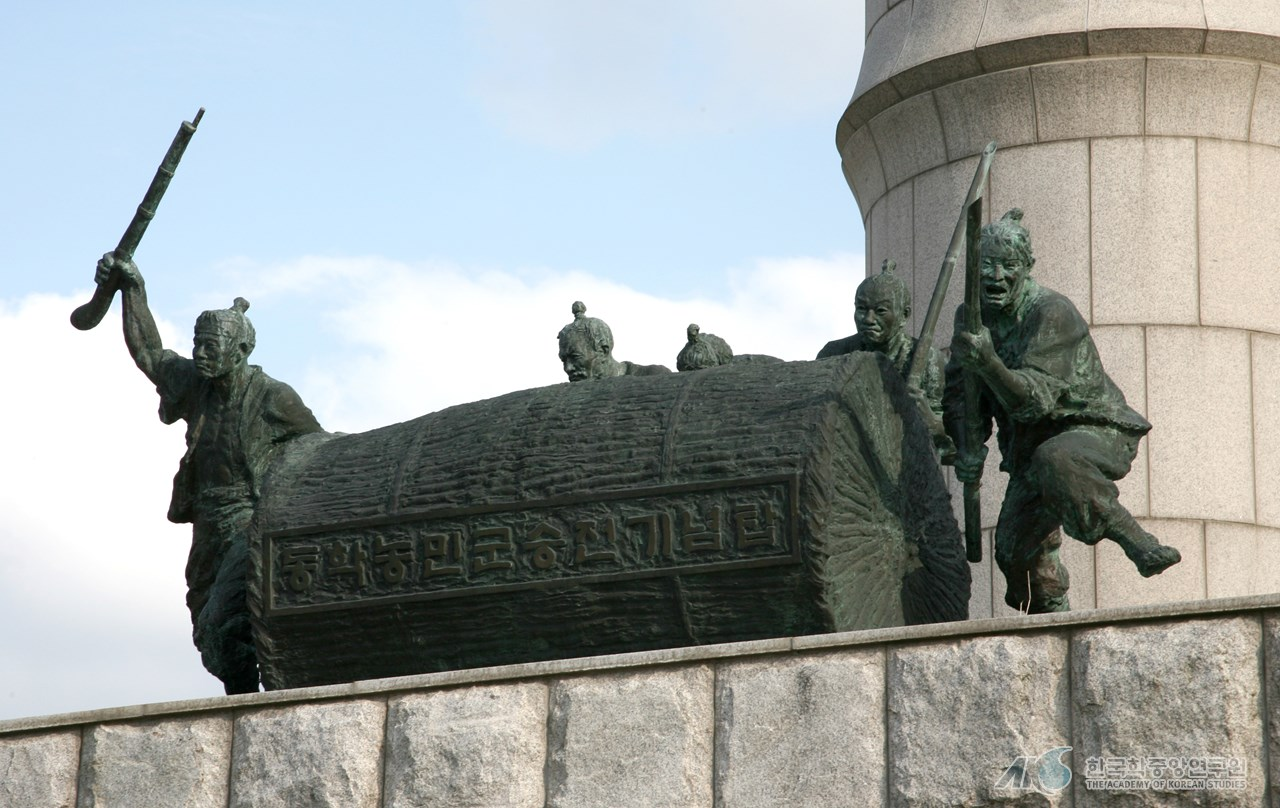

저렴하고 신속하게 화력의 열세를 타파해보자는 생각에서 나온 참신한 무기였지만, 이런 걸 제대로 써먹고 발전시키기에는 동학군에게는 군사적인 지식도, 연구할 시간도 없었다.